# Lethedon comptonii
Lethedon comptonii är en tibastväxtart som först beskrevs av E. G. Baker, och fick sitt nu gällande namn av André Joseph Guillaume Henri Kostermans. Lethedon comptonii ingår i släktet Lethedon och familjen tibastväxter. Inga underarter finns listade i Catalogue of Life.